# Michal Kocourek
Michal Kocourek (* 3. srpna 1965 Praha) je divadelní a televizní producent, herec a autor. V Praze provozuje „Divadlo v Rytířské“, Divadlo Kalich, „Divadlo Palace“ a letní scénu v Mahlerových sadech.

## Životopis
Absolvoval hudebně dramatický obor na Státní konzervatoři v Praze. V sedmdesátých letech dvacátého století patřil k nejobsazovanějším dětským hercům. Od čtyř do čtyřiadvaceti let odehrál kolem sedmdesáti filmových, divadelních a televizních rolí (Což takhle dát si špenát, Indiáni z Větrova, Copak je to za vojáka…, Tankový prapor aj.).  Začínal dětskými epizodními rolemi v Divadle na Vinohradech.
Ještě během studia na konzervatoři kolem roku 1984 vystupoval se zájezdovým Prozatímním divadlem Františka Ringo Čecha. Získal zde řadu zkušeností a jako akční a netrpělivý mladík již v roce 1985 založil svoje první divadlo pod agenturou Pragokoncertu. All Colours Theatre neboli  Barevné divadlo propojovalo výrazového i činoherní herectví, pantomimu, tanec i černé divadlo.
Po roce 1989 si Michal Kocourek vybudoval scénu v divadle Albatros. Zde během dvou let soubor odehrál asi dvě stě představení. Poté byl objekt divadla zprivatizován. Během několika měsíců hledání vybudoval divadelní sál v bývalém prostoru Divadelního ústavu v pražské Celetné ulici. Zde působil i jako autor představení. V roce 1992 otevřel „Divadlo v Rytířské“. Soubor Černé divadlo Praha zde  již odehrálo více než deset tisíc představení.
V roce 1992 spoluzaložil koncertní agenturu Interkoncerts, která produkovala více než dvě stě koncertů světových hvězd (Tina Turner, Kiss, Roxette, Deep Purple, Joan Baez,...).
Na podzim v roce 1999 vybudoval v Praze Divadlo Kalich. V listopadu 2019 oslavilo dvacet let úspěšné činnosti. Dlouhodobě patří k nejnavštěvovanějším soukromým scénám. V roce 2006 otevřel v Praze „Divadlo Palace“. Stojí i za projektem  letní scény Divadla Kalich pod žižkovskou věží v Mahlerových sadech.
Jako producent působí i v zahraničí. Produkoval představení v jihokorejském Soulu, v japonském Tokiu, Osace (Hamlet, Jack Rozparovač). Soubor  Divadla Kalich absolvoval mezinárodní turné po Evropě, Severní, Jižní i Latinské Americe.